# Pi de la Corona Boreal
Pi de la Corona Boreal (π Coronae Borealis) és un estel en la constel·lació de la Corona Boreal de magnitud aparent +5,58. Es troba a 243 anys llum del Sistema Solar.

## Característiques
Pi Coronae Borealis és un gegant groc-ataronjada de tipus espectral G9III. Té una temperatura efectiva de 4667 K i una lluminositat 39 vegades superior a la lluminositat solar. Les seves característiques són semblades a les d'Altais (δ Draconis), ι Geminorum o β Leonis Minoris, tots ells gegants G9.
Pi Coronae Borealis exhibeix una metal·licitat més baixa que la del Sol ([Fe/H] = -0,15). Quant a la seva grandària, el seu diàmetre —calculat a partir de models teòrics— és 10 vegades més gran que el del Sol; d'altra banda, en considerar la mesura indirecta del seu diàmetre angular en banda J, 1,08 mil·lisegons d'arc, s'obté una grandària lleugerament inferior de 9 diàmetres solars. Gira sobre si mateix amb una velocitat de rotació projectada de 3,5 km/s. Té una edat estimada de 4990 ± 2710 milions d'anys i, com la major part dels estels del nostre entorn, és un estel del disc fi.